# حسن الموسوي البجنوردي
حسن بن آقا بزرك بن علي أصغر الموسوي البجنوردي. (1897م - 29 يونيو 1975م) - (1315 هـ بجنورد - 1395 هـ النجف)، رجل دين شيعي إيراني ولد عام 1315 هـ بإحدى القرى التابعة لمدينة بجنورد في إيران. تولى ابنه محمد كاظم منصب إدارة المكتبات في إيران. 
ينتهي نسبه إلى إبراهيم المجاب من أحفاد الإمام موسى بن جعفر الكاظم.[بحاجة لمصدر]

## حياته
أنهى دراسته الابتدائية في بجنورد، ثمّ سافر إلى مدينة مشهد لإكمال دراسته، ثمّ سافر إلى النجف عام 1340 هـ لإكمال دراساته العليا واستقرّ فيها.
من أساتذته: محمّد حسين الغروي النائيني، أبو الحسن الموسوي الأصفهاني، ضياء الدين العراقي، محمد ابن الشيخ محمد كاظم الخراساني، فاضل الخراساني.
من تلامذته: ايه الله السيد محمد مهدي الموسوي البجنوردي ، السيد محمد الموسوي البجنوردي ، يوسف الطباطبائي الحكيم، محمد علي القاضي الطباطبائي، محمد رضا المظفر، محمد علي المدرس اليزدي، حسين الراستي الكاشاني، محمد طاهر آل راضي، جواد آل راضي، جلال الدين الآشتياني، مرتضى النجومي الكرمانشاهي، محمد باقر الموسوي الشيرازي، مرتضى الحسيني الفياض، شمس الدين الواعظي.

## مؤلفاته
- القواعد الفقهية. يقع في اثنا عشر مجلداً.
- منتهى الأصول.
- حاشية على العروة الوثقى. هي حاشية على كتاب «العروة الوثقى» لمحمد كاظم الطباطبائي اليزدي.

## وفاته
تُوفي في العشرين من جمادى الثانية 1395 هـ بالنجف، ودُفن في الصحن الحيدري.